# Lista de personagens da série Dungeons & Dragons
Essa é uma lista de personagens da série animada Dungeons & Dragons, baseada no homônimo RPG.

## Protagonistas

### Bobby
Robert "Bobby" O'Brien era chamado pelo Mestre dos Magos de "Bárbaro" (Barbarian, no original). Sua arma mágica é um tacape mágico, capaz de produzir grandes tremores quando batido no chão. Bobby é o irmão da personagem Sheila e o mais novo do grupo, iniciando a série com 8 anos e completando 9 ainda no reino, durante o episódio intitulado "O Servo do Mal". Assim que ele chegou ao "Reino", um bebê unicórnio saltou em seu colo fugindo de Tiamat e acabou sendo adotado e posteriormente batizado de Uni. A relação entre os dois personagens, Bobby e Uni, é bastante acentuada e em diversos episódios o grupo deixa de atravessar o portal que os levaria para casa devido à hesitação de Bobby em deixar Uni à mercê dos perigos do reino e do Vingador. Tal fato ajudou no surgimento de um hoax que afirmava que Uni era na verdade uma espécie de demônio que mantinha os garotos presos no reino, boato este desmentido pelo próprio Michael Reaves, um dos principais roteiristas, numa entrevista presente na versão inglesa do DVD da série. Foi dublado originalmente por Teddy Field III. e no Brasil, foi dublado por Henrique Ogalla Guerrero.

### Diana
Diana Curry foi intitulada "Acrobata" (Thief-Acrobat) pelo Mestre dos Magos, é a personagem de maiores habilidades motoras do grupo. Sua arma mágica é um bastão mágico, capaz de aumentar e diminuir de tamanho e que a possibilita demonstrar suas habilidades acrobáticas. A cor de sua magia, de acordo com o episódio "O Cemitério dos Dragões", é o verde. Em seu papel de destaque no episódio "O Filho do Astrólogo"(Child of Stargazer no original), Hank afirma ao personagem coadjuvante chamado Kosar que Diana foi campeã juvenil dois anos seguidos em ginástica no seu estado e no mesmo episódio sabe-se ainda que seu pai era um  astrônomo, na dublagem brasileira é dito que é um "contemplador dos astros" ou astrólogo.
A importância de suas habilidades acrobáticas parece ser reafirmada em "Em busca do Guerreiro Esqueleto", quando o maior medo de Diana é apresentado como o de ficar velha demais, com o corpo lento e inábil. Já em "Apagando-se o tempo", ela afirma ao oficial nazista da Luftwaffe Josef Mueller que tem um irmão, sem deixar transparecer em suas conversas algum tipo de ressentimento por conta da perseguição sofrida pelos negros durante o regime nazista. Foi dublada originalmente por Tonia G. Smith, que também é negra. No Brasil, é dublada por Monica Rossi.
Sua classe em D&D era ladrão-acrobata (subclasse de ladrão ou ladino) introduzida por Gary Gygax em 1983,, na terceira edição de Dungeons & Dragons (2000), deixou de ser uma classe básica, a classe reaparece no livro  "Song and Silence" de 2004 como classe de prestígio (uma classe que só pode ser atingida após oito níveis, no desenho, Diana está no primeiro nível), a personagem é homenageada, o livro traz uma Personagem não jogável chamada Diana. Em, Dungeons & Dragons 3.5 – Animated Series Handbook publicado em 2006, ela é classificada como Monja, uma classe das primeiras edições do jogo que foi reintroduzida na terceira edição, a classe é associada com habilidades em artes marciais.

### Eric
Eric Montgomery é chamado pelo Mestre dos Magos de "Cavaleiro" (Cavalier, no original), e a cor de sua magia é o dourado. Sua arma mágica é um escudo mágico de cor amarela, com uma águia desenhada no centro. Tem o estereótipo do personagem resmungão e ranzinza do grupo, embora em raras situações ele deixa de lado seu comportamento grotesco e toma atitudes como um líder temporário e várias vezes se jogando na frente para proteger os outros, como em ¨Apagando-se o Tempo¨, quando ele diz a Presto que é tarefa dele bloquear a mágica. Ao longo dos episódios, demonstra ter dificuldades na escola. Em "Apagando-se o Tempo", por exemplo, o personagem afirma que repetiu na disciplina de História duas vezes e passou na terceira com um C-. Já em "A Última Ilusão", quando o Mestre dos Magos diz que "quando as coisas parecerem piores, na verdade estarão melhores", o comentário de Eric é: "Tente dizer isso ao meu antigo professor de álgebra". Foi dublado originalmente por Donald Most e no Brasil por Mário Jorge e depois por Ettore Zuim. Por falar muito sobre si mesmo, há diversas informações biográficas ao longo dos 27 episódios  da série. Sabe-se, por exemplo, que sua família era bastante abastada, chegando a tirar dinheiro guardado em sua armadura no episódio "Em Busca do Mestre dos Magos". Sua ganância, ainda que forma ingênua, é salientada no episódio "O Jardim de Zinn", quando ele aceita a oferta de se casar com a rainha logo após ver um baú cheio de ouro e jóias, embora sua verdadeira intenção (mesmo não demonstrando) era conseguir o remédio para Bobby. Ficou amigo do jovem Lorn e demonstrou um certo interesse em Karena, a irmã do Vingador.
É fã do Homem-Aranha, como pode ser percebido no episódio "O Servo do Mal": neste episódio, enquanto estava na Prisão da Agonia, Eric se distrai lendo um gibi deste super-herói.

### Hank
Hank Grayson é chamado pelo Mestre dos Magos de Ranger, no original, mas como a tradução foi considerada problemática, o termo foi substituído por "arqueiro", "guerreiro", "guarda" e, principalmente, "meu jovem". Sua arma mágica é um arco de cor amarela capaz de criar e disparar flechas indefinidamente, e a cor de sua magia é dourado. Hank é líder do grupo (Embora quando impossibilitado de exercer tal função, Eric assume a liderança) e o membro mais velho, apesar de possuir a mesma idade de Eric. De acordo com o episódio da primeira temporada intitulado "A Procura do Esqueleto Guerreiro", seu principal medo seria o de falhar enquanto líder, ideia que é retomada ainda na segunda temporada, mais especificamente no episódio "O Traidor".  Foi dublado originalmente por William Aames e no no Brasil por Ricardo Schnetzer.

### Presto
Albert "Presto" Sidney é chamado pelo Mestre dos Magos de "Mago" (Wizard, no original) e a cor de sua magia é o púrpura. Sua arma mágica é um chapéu mágico de cor verde, apesar de suas mágicas raramente serem executadas corretamente. Para colocá-lo em funcionamento, Presto precisa elaborar um pequeno conjunto de palavras mágicas, em geral rimadas. Presto tem o estereótipo do personagem estudioso e medroso, visual reforçado por seus óculos. Foi dublado originalmente por Adam Rich e no no Brasil por Nizzo Neto e depois Gabriel. Teve papel de destaque no episódio "A Última Ilusão", quando relaciona-se com Varla.

### Sheila
Sheila O'Brien foi intitulada "Ladra" (Thief) pelo Mestre dos Magos, apesar de que Espiã se encaixa melhor em seu perfil e a cor de sua magia é a violeta. Sua arma mágica é a mais passível de todas do grupo, uma vez que se trata de uma capa que a possibilita ficar invisível, nos livros de D&D, capas parecidas são usadas por elfos. Aparentemente, porém não confirmado, sua capa também proporciona intangibilidade, como mostrado no episódio "As Crianças Perdidas", quando ela usa sua capa no corredor com laser e aparece do outro lado. É a irmã mais velha de Bobby. A dublagem original foi feita originalmente por Katie Leigh, e no Brasil por Marlene Costa e Fernanda Fernandes.
Era uma das mais distantes do grupo, e em muitos episódios parecia encenar um romance com Hank. Ao longo dos 27 episódios que compõem a série, Sheila se torna amiga de Sorlarz e de Karina, que quase a mata. No caso de Sorlarz, ele propõe um casamento a ela, e sua recusa é pela lealdade ao grupo. Talvez a mais sensível do grupo, chorou em diversos episódios, como em "Vale dos Unicórnios", por exemplo. Sua lágrimas tocam ainda bonequinha de pano de Ayisha e o rosto de Solarz; lágrimas de tristeza aparecem em "O Traidor", "Cidadela das Sombras" e "Em Busca do Esqueleto Guerreiro".

## Coadjuvantes

### Mestre dos Magos
É o mentor dos jovens protagonistas, perdidos numa outra dimensão depois de um acidente numa montanha russa. Em inglês, a personagem se chama Dungeon Master, uma referência ao Mestre de jogo de RPG da TSR, Inc., Dungeons & Dragons. Aparece sempre vestindo um uniforme de mago de cor vermelha. Seus poderes são tão vastos quanto os do Vingador, sendo que pode até mesmo transformar uma força do mal em força do bem. Possivelmente, o Vingador é seu filho, mas que se corrompeu. Foi dublado originalmente por Sidney Miller e no Brasil por Ionei Silva.

### Uni
Uni era um filhote de unicórnio adotado por Bobby. Não foi necessária sua dublagem pois os sons originais foram aproveitados na dublagem brasileira. Contudo, Henrique Ogalla, o próprio dublador de Bobby, fazia a voz da unicórnio quando necessário. 
No episódio "O Vale dos Unicórnios" é demonstrado que Uni pertence a uma raça de unicórnios que possuem o poder do teletransporte, mas como Uni é muito jovem, ele não consegue se teleportar para longe.
Mesmo que indiretamente, acaba impedindo as crianças de voltarem para a casa, já que eles descobrem que Uni não pode sair daquele mundo e Bobby não quer deixá-lo sozinho.

## Antagonistas

### Demônio das Sombras
O Demônio das Sombras é o lacaio do Vingador e sua maior função era de espiar os aventureiros do planeta Terra e informar ao Vingador.

### Tiamat
Tiamat, como no jogo e na mitologia babilónica, é uma deusa-dragoa de cinco cabeças (apesar da sua voz ser masculina na dublagem brasileira). Seu poder supera o poder do vilão Vingador, aterrorizando este, assim como os demais garotos. Da boca de cada uma das cabeças pode lançar baforadas distintas para cada uma delas (podendo lançar com todas ao mesmo tempo), da seguinte maneira:
- A cabeça branca lança raios congelantes;
- A cabeça verde lança uma nuvem de gás venenoso;
- A cabeça vermelha (a central, e única capaz de falar) lança labaredas de fogo;
- A cabeça azul lança descargas elétricas na forma de raios;
- A cabeça preta lança ácido.

Tiamat pode ainda fazer magias como teleporte próprio ou de outros. Seu habitat é o Cemitério de Dragões. A dublagem de suas vozes ficaram por conta de Frank Welker na versão original e José Santa Cruz na versão para o Brasil.

### Vingador
Trata-se de um feiticeiro maligno que habita o "Reino". É revelado no roteiro do último episódio da série, Réquiem, o único da série que nunca foi produzido para animação, que o Vingador é filho do Mestre dos Magos, e se tornou um ser maligno há milhares de anos por escolher servir a outro ser bem mais poderoso, temido até pelo próprio Mestre dos Magos, que é referido na série como "aquele cujo nome não pode ser dito" (The Nameless One, no original). Além disso, de acordo com o episódio "A Cidadela da Sombra", Vingador possui uma irmã, chamada Kareena. Aparentemente Vingador tem poder sobre quase todas as criaturas do reino, à exceção de Tiamat, uma deusa-dragoa de cinco cabeças. Para vencê-la, Vingador ambiciona as armas mágicas dadas pelo Mestre dos Magos aos garotos. Em "O Salão dos Ossos", Tiamat zomba do Vingador dizendo que seus poderes estão enfraquecendo. Possui ainda uma montaria: um corcel negro e maligno capaz de voar, capaz de soltar chamas de suas ventas. No Livro dos Monstros, um dos volumes do jogo que deu origem à série, tal criatura pode ser identificada como "Pesadelo". Curiosamente, apesar de o Vingador ter asas, nunca foi visto voando sem sua montaria, que não tem asas. Seu fiel assistente é chamado por Demônio das Sombras e, ao longo da série, vê-se que o Vingador possui um exército particular de orcs. A maioria das cidades do Reino, especialmente os pequenos vilarejos, demonstram temor e mesmo obediência ao Vingador.
No último episódio foi revelada toda a origem do Vingador. Ele aprisionou num monumento toda a bondade que possuía, mas quando Eric libertou a bondade ao abrir uma porta que a prendia, ele foi transformado novamente em um nobre homem, perdendo todo seu aspecto maligno e retornando ao seu pai, o Mestre dos Magos.
O Vingador é um necromante excelente e conhece praticamente todos os feitiços descritos no livro de RPG Dungeons & Dragons, que originou a série. Isto inclui rajadas de energia, animar mortos, ilusões, desviar raios com a mão, invocar monstros, etc. Em "O Portal do Amanhecer" é revelado que o Vingador aprendeu as artes das trevas com Aquele-Cujo-Nome-Não-Pode-Ser-Pronunciado, o qual foi preso na Caixa de Beofire. Ele também parece ser imortal, visto que por diversas vezes foi aparentemente destruído, mas sempre retorna, mas ele pode ser morto, no episódio O Cemitério dos Dragões, é revelado como matar o Vingador de uma vez por todas, mas os jovens desistem de mata-lo, nesse episódio, mostrando que não eram iguais a ele. No primeiro episódio da série, "A Noite Sem Amanhã", é dito que Merlim morreu pouco tempo após derrotar os dragões invocados pelo Vingador, há mil anos. No episódio "A Caixa", os protagonistas retornam à Terra seguidos pelo Vingador, que consegue manter seus poderes em nosso mundo, enquanto que as armas mágicas deles não funcionam. Em " O Traidor", revela-se que sua principal fraqueza se encontra na jóia conhecida como Coração de Pedra, que pertence aos Ursinhos Amigos e afeta o Vingador como Kryptonita Verde afeta o Superman.

## Outros

### Varla
Varla é um personagem que apareceu unicamente no episódio intitulado "A Última Ilusão", representada por uma jovem ruiva de grandes poderes psicocinéticos. Ao longo do episódio ela estabelece profundos laços afetivos com Presto. No Brasil foi dublada por Marisa Leal.

### Terri
Terri é uma menina que aparece no episódio 14 - O Sonho.
O título original deste episódio é: The Girl Who Dreamed Tomorrow (A Garota que Sonhava o Amanhã).
Terri é realmente um amor! Uma menina encantadora! Ela e seu cão Freddy foram parar no Reino quando estavam na montanha-russa Dungeons & Dragons.
No Reino ela é capturada por guerreiros-lagarto do Vingador, mas os pupilos do Mestre dos Magos a encontram e a libertam.
Terri tem o poder de sonhar aquilo que vai acontecer no futuro, e isso provavelmente está relacionado ao seu pingente em forma de coração que brilha sempre que ela está tendo um sonho.
Para enviar Terri de volta para casa, eles precisam atravessar o Labirinto das Trevas e chegar até o portal.
Diferentemente do resto do grupo, a travessia pelo Dungeons & Dragons não alterou em nada suas roupas.
Bobby e Terri começam a se gostar, e Bobby faz de tudo para protegê-la.
Quando eles estão no labirinto, a Terri adormece e tem um sonho em que ela e Bobby se reencontram na escola após a aula, e Bobby entrega o pingente para Terri. Isso significa que eles conseguiram voltar pra casa.
Quando ela acorda, aparece o Mestre dos Magos e ele diz que esse sonho vai se tornar real.
Eles finalmente conseguem sair do labirinto, e quando Terri está entrando no portal ela diz ao Bobby: "Lembre-se do que o Mestre dos Magos me disse!" (sobre o sonho dela se tornar real). E ela também arremessa o seu pingente para Bobby, para que ele possa devolvê-lo à ela como profetizado no sonho.
Terri e seu cão Freddy voltam para casa, mas Bobby e os outros não atravessaram o portal, pois eles tinham que destruí-lo para evitar que outras pessoas fossem atraídas ao labirinto. Então eles destroem o portal.
No final, Bobby está muito triste porque Terri tinha ido embora, mas o Mestre dos Magos aparece e conta ao Bobby sobre o sonho que Terri teve no labirinto, em que eles irão se reencontrar novamente e que Bobby irá devolver o pingente para Terri.
Bobby então fica extremamente feliz e vai contar aos outros.

Este episódio, sem dúvida, é o mais importante de todos, pois através dele nós podemos saber que eles conseguem voltar pra casa um dia, mesmo que o último episódio não tenha sido feito.